# Schwarz Weiss Bunt
Schwarz Weiss Bunt ist ein österreichischer Spielfilm (2020), der am 24. Dezember 2020 online veröffentlicht wurde. Der vom Regisseur und Drehbuchautor David Moser inszenierte Film erzählt vom Erwachsenwerden der jungen, mit großer Neugier ausgestatteten Matilda. Durch den Verlust ihrer jugendlichen Leichtigkeit befindet sich Matilda inmitten eines Findungsprozesses, in welchem sie ihr Umfeld und den Weg des Lebens, vor allem aber sich selbst hinterfragt.

## Handlung
Matilda ist jung und unsicher. Eine Frau, welche durch das Erwachsenwerden mit dem Verlust ihrer jugendlichen Leichtigkeit konfrontiert wird. Auf ihrer Suche, die großen Fragen des Lebens zu beantworten, realisiert sie die Notwendigkeit, tiefer zu graben, indem sie zuerst sich selbst hinterfragt.
Ein Wochenende, an dem Matilda lernt, Widersprüchen mit neuer Offenheit zu begegnen und starre Selbstverständnisse zu hinterfragen. Bekanntschaften werden dabei zu Freundschaften und fremde Begegnungen zwingen sie zu einer Auseinandersetzung mit sich selbst. Schön langsam entwickelt Matilda auf ihrer Reise ein ehrliches Interesse, sich selbst von neuem kennen zu lernen.

## Produktion und Hintergrund
Die Regie übernahm David Moser, der auch das Treatment zum Film schrieb. Die Dreharbeiten fanden im Winter und Sommer 2018 in Wien statt, gedreht wurde unter anderem in den Randbezirken Donaustadt, Floridsdorf, Ottakring, Liesing und in Wiens erstem Bezirk Innere Stadt. Am Set wurde ohne ein ausformuliertes Drehbuch gearbeitet und die Crew bestand aus maximal fünf Personen. Der Cast besteht zu einem großen Teil aus Laien-Darstellern, lediglich die Hauptrollen werden von Schauspielern verkörpert. Der Kameramann Binsar Pandjaitan arbeitete lediglich mit vorhandenem Licht – auf künstliche Beleuchtung wurde im Zuge effizienter Gestaltung der Drehzeiten verzichtet. Schwarz Weiss Bunt wurde ohne finanzielle Förderungen produziert. Es handelt sich um den ersten langen Spielfilm von David Moser, nachdem sein Kurzfilm Revolución Solar 2017 als bester Nachwuchsfilm der Diagonale 2017 ausgezeichnet wurde.
Eine Spendenaktion im Rahmen der Veröffentlichung führte zu einer Summe von 1.102 €. Der Betrag ging voll an die RAINBOWS gem. GmbH, die einzige österreichweit tätige Organisation, die Kinder und Jugendliche nach Trennung/Scheidung oder Tod betreut.

## Festivalteilnahmen
- Cinequest Film & Creativity Festival 2020
- Richmond International Film Festival 2020
- Rome Independent Film Festival 2020
- Merlinka Festival 2020